# Lijst van voetbalinterlands Hongarije - Zwitserland
Deze lijst van voetbalinterlands is een overzicht van alle officiële voetbalwedstrijden tussen de nationale teams van Hongarije en Zwitserland. De landen hebben tot op heden 47 keer tegen elkaar gespeeld. De eerste ontmoeting was een vriendschappelijke wedstrijd en werd gespeeld in Zürich op 8 januari 1911. Het laatste duel, een groepswedstrijd tijdens het Europees kampioenschap voetbal 2024, vond plaats op 15 juni 2024 in Keulen (Duitsland).

## Wedstrijden
| №  | Plaats    | Datum             | Competitie           | Wedstrijd               | Uitslag |
| -- | --------- | ----------------- | -------------------- | ----------------------- | ------- |
| 1  | Zürich    | 8 januari 1911    | Vriendschappelijk    | Zwitserland − Hongarije | 2 − 0   |
| 2  | Boedapest | 29 oktober 1911   | Vriendschappelijk    | Hongarije − Zwitserland | 9 − 0   |
| 3  | Boedapest | 12 mei 1918       | Vriendschappelijk    | Hongarije − Zwitserland | 2 − 1   |
| 4  | Boedapest | 15 juni 1922      | Vriendschappelijk    | Hongarije − Zwitserland | 1 − 1   |
| 5  | Lausanne  | 11 maart 1923     | Vriendschappelijk    | Zwitserland − Hongarije | 1 − 6   |
| 6  | Zürich    | 18 mei 1924       | Vriendschappelijk    | Zwitserland − Hongarije | 4 − 2   |
| 7  | Boedapest | 25 maart 1925     | Vriendschappelijk    | Hongarije − Zwitserland | 5 − 0   |
| 8  | Boedapest | 1 november 1928   | Vriendschappelijk    | Hongarije − Zwitserland | 3 − 1   |
| 9  | Bern      | 14 april 1929     | Vriendschappelijk    | Zwitserland − Hongarije | 4 − 5   |
| 10 | Bazel     | 13 april 1930     | Vriendschappelijk    | Zwitserland − Hongarije | 2 − 2   |
| 11 | Boedapest | 12 april 1931     | Vriendschappelijk    | Hongarije − Zwitserland | 6 − 2   |
| 12 | Bern      | 19 juni 1932      | Vriendschappelijk    | Zwitserland − Hongarije | 3 − 1   |
| 13 | Boedapest | 17 september 1933 | Vriendschappelijk    | Hongarije − Zwitserland | 3 − 0   |
| 14 | Zürich    | 14 april 1935     | Vriendschappelijk    | Zwitserland − Hongarije | 6 − 2   |
| 15 | Boedapest | 10 november 1935  | Vriendschappelijk    | Hongarije − Zwitserland | 6 − 1   |
| 16 | Bazel     | 11 april 1937     | Vriendschappelijk    | Zwitserland − Hongarije | 1 − 5   |
| 17 | Boedapest | 14 november 1937  | Vriendschappelijk    | Hongarije − Zwitserland | 2 − 0   |
| 18 | Lille     | 12 juni 1938      | WK 1938              | Hongarije − Zwitserland | 2 − 0   |
| 19 | Zürich    | 2 april 1939      | Vriendschappelijk    | Zwitserland − Hongarije | 3 − 1   |
| 20 | Boedapest | 31 maart 1940     | Vriendschappelijk    | Hongarije − Zwitserland | 3 − 0   |
| 21 | Zürich    | 16 november 1941  | Vriendschappelijk    | Zwitserland − Hongarije | 1 − 2   |
| 22 | Boedapest | 1 november 1942   | Vriendschappelijk    | Hongarije − Zwitserland | 3 − 0   |
| 23 | Genève    | 16 mei 1943       | Vriendschappelijk    | Zwitserland − Hongarije | 1 − 3   |
| 24 | Boedapest | 21 april 1948     | Vriendschappelijk    | Hongarije − Zwitserland | 7 − 4   |
| 25 | Bern      | 20 september 1952 | Vriendschappelijk    | Zwitserland − Hongarije | 2 − 4   |
| 26 | Boedapest | 10 oktober 1954   | Vriendschappelijk    | Hongarije − Zwitserland | 3 − 0   |
| 27 | Lausanne  | 17 september 1955 | Vriendschappelijk    | Zwitserland − Hongarije | 4 − 5   |
| 28 | Boedapest | 25 oktober 1959   | Vriendschappelijk    | Hongarije − Zwitserland | 8 − 0   |
| 29 | Bern      | 4 oktober 1964    | Vriendschappelijk    | Zwitserland − Hongarije | 0 − 2   |
| 30 | Boedapest | 5 juni 1966       | Vriendschappelijk    | Hongarije − Zwitserland | 3 − 1   |
| 31 | Bazel     | 15 november 1970  | Vriendschappelijk    | Zwitserland − Hongarije | 0 − 1   |
| 32 | Szolnok   | 4 december 1974   | Vriendschappelijk    | Hongarije − Zwitserland | 1 − 0   |
| 33 | Lausanne  | 30 april 1976     | Vriendschappelijk    | Zwitserland − Hongarije | 0 − 1   |
| 34 | Luzern    | 28 april 1981     | WK 1982 kwalificatie | Zwitserland − Hongarije | 2 − 2   |
| 35 | Boedapest | 14 oktober 1981   | WK 1982 kwalificatie | Hongarije − Zwitserland | 3 − 0   |
| 36 | Boedapest | 22 augustus 1984  | Vriendschappelijk    | Hongarije − Zwitserland | 3 − 0   |
| 37 | Boedapest | 4 april 1989      | Vriendschappelijk    | Hongarije − Zwitserland | 3 − 0   |
| 38 | Boedapest | 9 maart 1994      | Vriendschappelijk    | Hongarije − Zwitserland | 1 − 2   |
| 39 | Boedapest | 29 maart 1995     | EK 1996 kwalificatie | Hongarije − Zwitserland | 2 − 2   |
| 40 | Zürich    | 11 oktober 1995   | EK 1996 kwalificatie | Zwitserland − Hongarije | 3 − 0   |
| 41 | Zürich    | 30 april 1997     | WK 1998 kwalificatie | Zwitserland − Hongarije | 1 − 0   |
| 42 | Boedapest | 20 augustus 1997  | WK 1998 kwalificatie | Hongarije − Zwitserland | 1 − 1   |
| 43 | Boedapest | 18 november 1998  | Vriendschappelijk    | Hongarije − Zwitserland | 2 − 0   |
| 44 | Limasol   | 13 februari 2002  | Vriendschappelijk    | Zwitserland − Hongarije | 2 − 1   |
| 45 | Boedapest | 7 oktober 2016    | WK 2018 kwalificatie | Hongarije − Zwitserland | 2 − 3   |
| 46 | Bazel     | 7 oktober 2017    | WK 2018 kwalificatie | Zwitserland − Hongarije | 5 − 2   |
| 47 | Keulen    | 15 juni 2024      | EK 2024              | Hongarije – Zwitserland | 1 – 3   |

## Samenvatting
| Competitie        | Totaal gespeeld | Winst Hongarije | Gelijk | Winst Zwitserland | Doelsaldo Hongarije – Zwitserland |
| ----------------- | --------------- | --------------- | ------ | ----------------- | --------------------------------- |
| WK-eindronde      | 1               | 1               | 0      | 0                 | 2 − 0                             |
| WK-kwalificatie   | 6               | 1               | 2      | 3                 | 10 − 12                           |
| EK-eindronde      | 1               | 0               | 0      | 1                 | 1 − 3                             |
| EK-kwalificatie   | 2               | 0               | 1      | 1                 | 2 − 5                             |
| Vriendschappelijk | 37              | 28              | 2      | 7                 | 117 − 48                          |
| Totaal            | 47              | 30              | 5      | 12                | 132 − 69                          |

## Details

### Eerste ontmoeting
| Vriendschappelijk (Zürich, Zwitserland, 8 januari 1911): |       |           |
| Zwitserland                                              | 2 – 0 | Hongarije |
| Pierre Collet 54' Paul Wyss 71'                          | goals |           |

### Tweede ontmoeting
| Vriendschappelijk (Boedapest, Hongarije, 29 oktober 1911): |       |             |
| Hongarije | 9 – 0 | Zwitserland |
| Gyula Bíró 1' Károly Koródy 5' Imre Schlosser-Lakatos 18' Károly Koródy 26' Imre Schlosser-Lakatos 56' Imre Schlosser-Lakatos 62' Imre Schlosser-Lakatos 79' Imre Schlosser-Lakatos 83' Imre Schlosser-Lakatos 85' | goals |             |

### Derde ontmoeting
| Vriendschappelijk (Boedapest, Hongarije, 12 mei 1918): |       |                    |
| Hongarije                                              | 2 – 1 | Zwitserland        |
| Alfréd Schaffer 57' Imre Schlosser-Lakatos 77'         | goals | 51' Raymond Keller |

### Vierde ontmoeting
| Vriendschappelijk (Boedapest, Hongarije, 15 juni 1922): |       |                 |
| Hongarije                                               | 1 – 1 | Zwitserland     |
| Zoltán Blum 63'                                         | goals | 19' Oskar Merkt |

### Zevende ontmoeting
| Vriendschappelijk (Boedapest, Hongarije, 25 maart 1925):                                     |       |             |
| Hongarije                                                                                    | 5 – 0 | Zwitserland |
| József Takács 14' György Molnár 43' György Molnár 79' (pen.) Rudolf Jeny 84' Rudolf Jeny 87' | goals |             |

### 34ste ontmoeting
| WK 1982 kwalificatie (Luzern, Zwitserland, 28 april 1981): |       |                                            |
| Zwitserland                                                | 2 – 2 | Hongarije                                  |
| Claudio Sulser 31' Claudio Sulser 47'                      | goals | 45' László Bálint 64' (pen.) Sándor Müller |

### 35ste ontmoeting
| WK 1982 kwalificatie (Boedapest, Hongarije, 14 oktober 1981): |       |             |
| Hongarije                                                     | 3 – 0 | Zwitserland |
| Tibor Nyilasi 23' Tibor Nyilasi 49' László Fazekas 59'        | goals |             |

### 36ste ontmoeting
| Vriendschappelijk (Boedapest, Hongarije, 22 augustus 1984): |       |             |
| Hongarije                                                   | 3 – 0 | Zwitserland |
| Márton Esterházy 71' Márton Esterházy 83' Béla Bodonyi 87'  | goals |             |
| - Debuut van Lajos Détári (Honvéd) voor Hongarije.          |       |             |

### 41ste ontmoeting
| WK 1998 kwalificatie (Zürich, Zwitserland, 30 april 1997): |       |           |
| Zwitserland                                                | 1 – 0 | Hongarije |
| Kubilay Türkyilmaz 83'                                     | goals |           |

### 42ste ontmoeting
| WK 1998 kwalificatie (Boedapest, Hongarije, 20 augustus 1997): |       |                        |
| Hongarije                                                      | 1 – 1 | Zwitserland            |
| László Klausz 53'                                              | goals | 90' Stéphane Chapuisat |
| - Debuut van Sébastien Zambaz (FC Sion) voor Zwitserland.      |       |                        |

### 43ste ontmoeting
| Vriendschappelijk (Boedapest, Hongarije, 18 november 1998): |              | |
| Hongarije | 2 – 0        | Zwitserland |
| György Korsós 1' József Sebők 7' | goals        | |
| Bertalan Bicskei | bondscoach   | Gilbert Gress |
| Gábor Király János Hrutka György Korsós János Mátyus Vilmos Sebők József Somogyi Pál Dárdai István Pisont Gábor Egressy Miklós Fehér 90' József Sebők 76'                      | opstellingen | 46' Andreas Hilfiker 46' Ciri Sforza 83' Johann Vogel Marc Hodel Stéphane Henchoz Sébastien Jeanneret Raphael Wicky Patrick Bühlmann 59' Frédéric Chassot David Sesa Stéphane Chapuisat |
| Miklós Herczeg 76' Róbert Waltner 90' | wissels      | 46' Marco Pascolo 46' Johann Lonfat 59' Alexandre Rey 83' Francesco Di Jorio |
| Gábor Király 3' István Pisont 88' | gele kaarten | 77' Patrick Bühlmann |
| - Debuut van Róbert Waltner (Videoton FC) voor Hongarije. - Debuut van Marc Hodel (FC Zürich), Patrick Bühlmann (Servette FC) en Alexandre Rey (Servette FC) voor Zwitserland. |              | |

### 44ste ontmoeting
| Vriendschappelijk (Limasol, Cyprus, 13 februari 2002): |              | |
| Hongarije | 1 – 2        | Zwitserland |
| Gábor Gyepes 82' | goals        | 53' Ludovic Magnin 56' Hakan Yakin |
| Imre Gellei | bondscoach   | Köbi Kuhn |
| Gábor Babos László Bodnár Gábor Korolovszky Gábor Gyepes Tamás Szamosi Zsolt Bárányos Tamás Pető 46' Krisztián Lisztes 46' Ákos Füzi 46' Krisztián Kenesei 71' Róbert Waltner 62' | opstellingen | 46' Fabrice Borer Ludovic Magnin 46' Marc Zellweger Murat Yakin 54' Patrick Müller Bruno Berner 77' David Sesa Raphael Wicky 57' Johann Vogel 63' Blaise Nkufo Hakan Yakin |
| Zoltán Böőr 46' János Győri 46' Zoltán Gera 46' Attila Tököli 62' Péter Halmosi 71'                                                                                               | wissels      | 46' Pascal Zuberbühler 46' Giuseppe Mazzarelli 54' Marco Zwyssig 57' Fabio Celestini 63' Ricardo Cabanas 77' Francesco Di Jorio                                            |
| Gábor Gyepes 33' Zoltán Böőr 51' Attila Tököli 90+1' | gele kaarten | 14' Blaise Nkufo 70' Giuseppe Mazzarelli 89' Hakan Yakin |
| - Debuut van Gábor Korolovszky (Újpest FC) en Zoltán Gera (Ferencvárosi) voor Hongarije. - Debuut van Fabrice Borer (Grasshopper-Club) voor Zwitserland.                          |              | |

MLSZ · A-internationals · Selecties · Bondscoaches · Hongaars vrouwenelftal · Olympisch elftal · Hongarije U21 · Hongarije U20 · Hongarije U19 · Hongarije U18 · Hongarije U17 · Hongarije U16
1902 – 1919 · 
1920 – 1929 · 
1930 – 1939 · 
1940 – 1949 · 
1950 – 1959 · 
1960 – 1969 · 
1970 – 1979 · 
1980 – 1989 · 
1990 – 1999 · 
2000 – 2009 · 
2010 – 2019 ·
2020 − 2029
EK's:
1964 · 
1972 · 
2016 ·
2020 ·
2024
WK's:
1934 · 
1938 · 
1954 · 
1958 · 
1962 · 
1966 · 
1978 · 
1982 · 
1986
OS:
1912 · 
1924 · 
1936 · 
1952 · 
1960 · 
1964 · 
1968 · 
1972 · 
1996
1902 · 
1903 · 
1904 · 
1905 · 
1906 · 
1907 · 
1908 · 
1909 · 
1910 · 
1911 · 
1912 · 
1913 · 
1914 · 
1915 · 
1916 · 
1917 · 
1918 · 
1919 · 
1920 · 
1921 · 
1922 · 
1923 · 
1924 · 
1925 · 
1926 · 
1927 · 
1928 · 
1929 · 
1930 · 
1931 · 
1932 · 
1933 · 
1934 · 
1935 · 
1936 · 
1937 · 
1938 · 
1939 · 
1940 · 
1941 · 
1942 · 
1943 · 
1944 · 
1945 · 
1946 · 
1947 · 
1948 · 
1949 · 
1950 · 
1952 · 
1952 · 
1953 · 
1954 · 
1955 · 
1956 · 
1957 · 
1958 · 
1959 · 
1960 · 
1961 · 
1962 · 
1963 · 
1964 · 
1965 · 
1966 · 
1967 · 
1968 · 
1969 · 
1970 · 
1971 · 
1972 · 
1973 · 
1974 · 
1975 · 
1976 · 
1977 · 
1978 · 
1979 · 
1980 · 
1981 · 
1982 · 
1983 · 
1984 · 
1985 · 
1986 · 
1987 · 
1988 · 
1989 · 
1990 · 
1991 · 
1992 · 
1993 · 
1994 · 
1995 · 
1996 · 
1997 · 
1998 · 
1999 · 
2000 · 
2001 · 
2002 · 
2003 · 
2004 · 
2005 · 
2006 · 
2007 · 
2008 · 
2009 · 
2010 · 
2011 · 
2012 · 
2013 · 
2014 · 
2015 ·
2016 ·
2017 ·
2018 ·
2019 ·
2020 ·
2021 ·
2022 ·
2023 ·
2024
Albanië ·
Algerije ·
Andorra · 
Antigua en Barbuda ·
Argentinië ·
Armenië ·
Australië ·
Azerbeidzjan ·
België ·
Bohemen ·
Bolivia ·
Bosnië en Herzegovina ·
Brazilië ·
Bulgarije ·
Canada ·
Chili ·
China ·
Colombia ·
Costa Rica ·
Cyprus ·
Denemarken ·
DDR ·
Duitsland ·
Egypte ·
El Salvador ·
Engeland ·
Estland ·
Faeröer ·
Finland ·
Frankrijk ·
Georgië ·
Griekenland ·
Ierland ·
IJsland ·
India ·
Iran ·
Israël ·
Italië ·
Ivoorkust ·
Japan ·
Joegoslavië ·
Jordanië ·
Kazachstan · 
Koeweit ·
Kosovo · 
Kroatië ·
Letland ·
Libanon ·
Liechtenstein ·
Litouwen ·
Luxemburg ·
Malta ·
Mexico ·
Moldavië ·
Montenegro ·
Nederland ·
Nederlands-Indië ·
Nieuw-Zeeland ·
Noord-Ierland ·
Noord-Macedonië ·
Noorwegen ·
Oekraïne ·
Oostenrijk ·
Paraguay ·
Peru ·
Polen ·
Portugal ·
Qatar ·
Roemenië ·
Rusland ·
San Marino ·
Saoedi-Arabië ·
Schotland ·
Servië ·
Slovenië ·
Slowakije ·
Sovjet-Unie ·
Spanje ·
Tsjechië ·
Tsjecho-Slowakije ·
Turkije ·
Uruguay ·
Verenigde Arabische Emiraten ·
Verenigde Staten ·
Verenigd Koninkrijk ·
Wales ·
Wit-Rusland ·
Zuid-Korea ·
Zweden ·
Zwitserland
Brazilië (1954) · 
Duitsland (2021) ·
Frankrijk (2021) · 
IJsland (2016) · 
Italië (1938) · 
Oostenrijk (2016) · 
Portugal (2021) · 
West-Duitsland (1954, 2)
SFV · A-internationals · Selecties · Bondscoaches · Zwitsers vrouwenelftal · Olympisch elftal · Zwitserland U21 · Zwitserland U19 · Zwitserland U18 · Zwitserland U17 · Zwitserland U16 · Vrouwen U17
1905 – 1919 · 
1920 – 1929 · 
1930 – 1939 · 
1940 – 1949 · 
1950 – 1959 · 
1960 – 1969 · 
1970 – 1979 · 
1980 – 1989 · 
1990 – 1999 · 
2000 – 2009 · 
2010 – 2019 · 
2020 – 2029
EK's: 1996 · 
2004 · 
2008 · 
2016 · 
2020 · 
2024
WK's: 1934 · 
1938 · 
1950 · 
1954 · 
1962 · 
1966 · 
1994 · 
2006 · 
2010 · 
2014 · 
2018 · 
2022
OS: 1924 · 
1928 · 
2012
1905 · 
1906 · 1907 · 
1908 · 
1909 · 
1910 · 
1911 · 
1912 · 
1913 · 
1914 · 
1915 · 
1916 · 
1917 · 
1918 · 
1919 · 
1920 · 
1921 · 
1922 · 
1923 · 
1924 · 
1925 · 
1926 · 
1927 · 
1928 · 
1929 · 
1930 · 
1931 · 
1932 · 
1933 · 
1934 · 
1935 · 
1936 · 
1937 · 
1938 · 
1939 · 
1940 · 
1941 · 
1942 · 
1943 · 
1944 · 
1945 · 
1946 · 
1947 · 
1948 · 
1949 · 
1950 · 
1952 ·
1952 · 
1953 · 
1954 · 
1955 · 
1956 · 
1957 · 
1958 · 
1959 · 
1960 · 
1961 · 
1962 · 
1963 · 
1964 · 
1965 · 
1966 · 
1967 · 
1968 · 
1969 · 
1970 · 
1971 · 
1972 · 
1973 · 
1974 · 
1975 · 
1976 · 
1977 ·
1978 · 
1979 · 
1980 · 
1981 · 
1982 · 
1983 · 
1984 · 
1985 · 
1986 · 
1987 · 
1988 · 
1989 · 
1990 ·
1991 · 
1992 · 
1993 · 
1994 ·
1995 · 
1996 · 
1997 · 
1998 · 
1999 · 
2000 · 
2001 · 
2002 · 
2003 · 
2004 · 
2005 · 
2006 · 
2007 · 
2008 · 
2009 · 
2010 · 
2011 · 
2012 · 
2013 ·
2014 ·
2015 ·
2016 ·
2017 ·
2018 ·
2019 ·
2020 ·
2021 ·
2022
Albanië ·
Algerije · 
Andorra · 
Argentinië ·
Australië ·
Azerbeidzjan ·
België ·
Bolivia ·
Bosnië en Herzegovina ·
Brazilië ·
Bulgarije ·
Canada ·
Chili ·
China ·
Colombia ·
Costa Rica ·
Cyprus ·
Denemarken ·
DDR ·
Duitsland ·
Ecuador ·
Egypte ·
Engeland · 
Estland ·
Faeröer ·
Finland ·
Frankrijk ·
Georgië ·
Ghana ·
Gibraltar ·
Griekenland ·
Honduras ·
Hongarije ·
Hongkong ·
Ierland ·
IJsland ·
Israël ·
Italië ·
Ivoorkust ·
Jamaica ·
Japan ·
Joegoslavië ·
Kameroen ·
Kenia ·
Kosovo ·
Kroatië ·
Letland ·
Liechtenstein ·
Litouwen ·
Luxemburg ·
Malta ·
Marokko ·
Mexico ·
Moldavië ·
Montenegro ·
Nederland ·
Nigeria ·
Noord-Ierland ·
Noorwegen ·
Oekraïne ·
Oman ·
Oostenrijk ·
Panama ·
Peru ·
Polen ·
Portugal ·
Qatar ·
Roemenië ·
Rusland ·
Saarland ·
San Marino ·
Schotland ·
Servië ·
Slovenië ·
Slowakije ·
Sovjet-Unie · 
Spanje ·
Togo ·
Tsjechië ·
Tsjecho-Slowakije ·
Tunesië ·
Turkije ·
Uruguay ·
Venezuela ·
VA Emiraten ·
Verenigde Staten ·
Wales ·
Wit-Rusland ·
Zimbabwe ·
Zuid-Korea ·
Zweden
Albanië (2016) ·
Argentinië (2014) ·
Brazilië (2018) ·
Chili (2010) ·
Costa Rica (2018) ·
Ecuador (2014) ·
Frankrijk (2006) ·
Frankrijk (2014) ·
Frankrijk (2016) ·
Frankrijk (2021) ·
Honduras (2010) · 
Honduras (2014) · 
Italië (2021) · 
Oekraïne (2006) ·
Portugal (2008)  · 
Portugal (2022) · 
Roemenië (2016) · 
Servië (2018) ·
Spanje (2010) ·
Spanje (2021) ·
Togo (2006) ·
Tsjechië (2008) ·
Turkije (2008) ·
Turkije (2021) ·
Wales (2021) ·
Zuid-Korea (2006) ·
Zweden (2018)